# 小行星19148
小行星19148（19148 Alaska）是一颗绕太阳运转的小行星，为主小行星带小行星。该小行星于1989年12月28日发现。

## 轨道参数
小行星19148的轨道半长轴为3.1254648 UA，离心率为0.138。